# Mai dire TV
Mai dire TV era una trasmissione satirica, ideata dalla Gialappa's Band con la collaborazione di Davide Parenti, trasmessa da Italia 1 dal 21 settembre 1991 al 21 luglio 1993.

## Descrizione del programma
Era una sorta di collage delle stranezze e delle follie delle televisioni locali italiane nel periodo della loro massima fioritura (i primi anni novanta) e delle televisioni estere, montato e commentato, con l'usuale ironia caustica e dissacrante, dalle voci della Gialappa's Band, in modo da mantenere la finzione scenica di una «diretta» in cui gli spettatori seguono l'improbabile «zapping» satellitare dei tre «narratori».
La trasmissione ha avuto due stagioni, una prima di 39 episodi e una seconda di 20 (di cui l'ultima è una puntata riassuntiva-antologica). La principale differenza tra la prima e la seconda stagione è la sigla di testa, originale nella prima e sostituita da un medley di L'italiano di Toto Cutugno e Bohemian Rhapsody dei Queen.
Ogni puntata aveva inoltre un ospite (spesso una personalità o un personaggio televisivo, a volte persino una delle «vittime» della trasmissione stessa) che veniva mostrato al videocitofono mentre chiedeva, invariabilmente invano, di partecipare al programma (tra gli ospiti, si sono visti Paolo Bonolis, Maurizia Paradiso, Elio e Faso di Elio e le Storie Tese, Cesare Cadeo, Gene Gnocchi e tanti altri).
Altra caratteristica distintiva della trasmissione è la segnalazione dei potenziali «bersagli» da parte degli stessi spettatori mediante una pagina Videotel. Bersaglio frequente della Gialappa's erano le trasmissioni che ironizzavano sugli stereotipi dell'italianità; è però bene notare che lo stesso trio non aveva alcuna remora nell'ironizzare sugli stereotipi di altre nazionalità, pertanto il loro sfoggio di «indignazione» è probabilmente da intendersi in maniera ironica.
Specie nella seconda stagione, la trasmissione intervallava al «nuovo» materiale alcuni filmati d'archivio delle reti Mediaset (allora Fininvest) ed anche spezzoni di alcune trasmissioni di Telemilano 58 (emittente televisiva locale lombarda che nel 1980 si trasformò in Canale 5) che ritraevano alcune personalità televisive prima del raggiungimento della loro notorietà. Tra i più frequentemente mostrati, l'embrionale programma di intrattenimento Lo Sprolippio, presentato da un giovanissimo Claudio Lippi, affiancato da un irriconoscibile Maurizio Mosca ed un'esordiente Barbara D'Urso come annunciatrice e valletta.

## Personaggi resi celebri daMai dire TV
- Mago Gabriel: al secolo Salvatore Gulisano, operatore esoterico, nato il 7 aprile 1940 a Raffadali trapiantato a Torino, fu una delle vittime fisse di Mai dire TV. La sua trasmissione su Rete 3 Manila, dall'improbabile titolo di Gabriel e le mira-bolanti meraviglie (alla scoperta di... luoghi, personaggi della Torino Eso e Terica), offriva un campionario di dimostrazioni di rituali esoterici (o «esperimenti»), ragguagli sull'astrologia e sui luoghi magici di Torino e dintorni, con occasionali escursioni nel puro intrattenimento (le telefonate in diretta a Sandra Milo, Andrea Roncato, Emiliano Mondonico). Al di là della palese ingenuità di alcune sue dimostrazioni e dell'italiano ricco di storpiature (le palpedre delle dita, gli arradi accesi, quello che c'è di bisogno, i gassi, pinotismo, paragnottico) e di intercalari (di cui, veramente e proprio, a sua volta, suplime, stupentemente, e via discorendo, voialtri, o viceversa), la maggiore vis comica del personaggio era la sua espressività facciale e vocale, nonché la narrazione di strani poteri esoterici (da segnalare: i suoi esperimenti di pinotismo, la sua facoltà di vedere gli gnomi, la credenza secondo cui mangiare uova di upupa faccia diventare invisibili, la reincarnazione degli uomini in piante). Degne di nota anche alcune sue performance canore non proprio eccelse. Giunto all'esasperazione, il sedicente mago invocò gli spiriti contro i Giappas Benz o Acchappas benz (credendo che fossero in due anziché in tre) per costringerli a fare qualcos'altro. Il Mago Gabriel, grazie anche all'effetto-lancio di Mai dire TV, ha mantenuto una certa notorietà come personaggio televisivo negli anni successivi, essendo tra l'altro ospite fisso per due anni nella trasmissione Buona Domenica, allora condotta da Maurizio Costanzo, e partecipando anche ad alcune edizioni del Festival di Sanscemo. Negli anni duemila è stato ospite della trasmissione Scalo 76 su Rai 2 e in varie trasmissioni Mediaset, come Mattino cinque. È deceduto, dopo una lunga malattia, il 1º luglio 2019 all'età di 79 anni[1]. È sepolto nel cimitero di None (Torino).
- Donato Mitola: Originario di Cerignola, ma trasferitosi a Torino in giovane età proponendosi come attore e cantautore, Mitola proponeva canzoni alquanto strane: infatti, egli presentava testi che alludevano sia a temi gotici o mistici, sia a temi di sfondo sessuale, spesso perverso; un chiaro esempio è la canzone Il vampiro. Dopo aver esordito su una televisione piemontese conosciuta come Rete 3 Manila, lavorando come attore, Mitola debuttò a Mai dire TV con appunto il personaggio dell'anziano cantautore perverso che impersonava personaggi mistici. Le sue hit più famose sono Caracallo, La Strana Coppia, La Setta Nera, Il vampiro, Licantropo, Son Felice, Cobra. A differenza di altri personaggi, Mitola non ha sfruttato la trasmissione per ottenere visibilità, non apparendo in network nazionali e rilasciando pochissime dichiarazioni. Di conseguenza i dettagli della sua vita privata restano sconosciuti. Sul sito orrorea33giri.it, che gli ha dedicato un reportage, è apparsa nel maggio del 2018 la notizia che Mitola è scomparso da qualche anno[2].
- Rosina Lazzarino, attempata cantante proposta dalla torinese Tele Vox: clamorosamente stonata, aveva parecchie difficoltà, nei suoi video musicali, a seguire il labiale del playback.
- Il mago di Monopoli fu protagonista di alcune esposizioni di conoscenze esoteriche accompagnate da atti di illusionismo, dall'esito non sempre eccellente.
- Il mago Atanus, di Messina, segnalato da uno spettatore, nella seconda puntata della seconda edizione mostrò una maschera di terracotta presentandola come "un uomo che è morto per fattura" e ne mostrò il cervello segnalando all'ascoltatrice la presenza di un fantomatico "filo di capello".
- Mister Zabottino, presentato da uno spettatore come mago ex-pizzaiolo, comparve brevemente nella prima stagione e in alcune puntate della seconda, e veniva per lo più sfruttato dalla Gialappa's per stigmatizzare l'aspetto plagiatorio dei cosiddetti operatori esoterici. Zabottino era peraltro vittima costante, all'epoca, di scherzi telefonici, a causa dei quali spesso maltrattava coloro che telefonavano in diretta, come testimoniato anche da una delle sue apparizioni nel programma.
- Totuccio Savoca, altro operatore esoterico siciliano, offriva consulenze di cartomanzia in diretta, affiancato da una segretaria ribattezzata poco cerimoniosamente dalla Gialappa's il pupazzo (in quanto il suo ruolo consisteva, apparentemente, nel comparire sullo schermo senza agire né parlare). Introdotto verso la fine della prima stagione, Totuccio Savoca resterà un appuntamento fisso fino alla fine, per lo più per le ardite acrobazie di sintassi di cui si rendeva protagonista: frase ricorrente del cartomante era: voi sapete, io non ho scuola a giustificare le proprie sgrammaticature di fronte al pubblico e cercandone così la comprensione. Dopo Mai dire Tv, Savoca si è riproposto come cantante su alcune emittenti locali siciliane.
- Mago Anubi, protagonista assoluto sulle TV locali toscane, era un mago di Vicarello che proponeva la vendita di talismani contro le negatività e officiava riti propiziatori, il tutto vestito da faraone e con coreografie ispirate al mondo dell'Antico Egitto, esprimendosi con una forte parlata livornese e realizzando involontari sketch di comicità toscana. La testata livornese Il Vernacoliere creò in seguito uno spazio dedicato alla Maga Anuba, chiaramente ispirata al chiromante.
- Gianni Drudi, cantautore di Santarcangelo di Romagna, veniva ritratto nei video musicali, trasmessi da alcune emittenti televisive romagnole, tratti dalle sue canzoni (tra cui Fiky Fiky, Cuccala, Bella gnocca, L'uccello e Tiramisù la banana col bacio) i cui testi andavano dall'allusivo al palesemente osceno; Gianni Drudi si è esibito per settimane nel loro programma, e ha saputo sfruttare Mai dire TV come trampolino per raggiungere una maggiore notorietà a livello nazionale.
- Lorenz, imitatore di Elvis Presley, ballerino e cantante romagnolo (vero nome Lorenzo Cerotti) che fu protagonista di alcune comparsate in trasmissioni di emittenti emiliano-romagnole, di una serie di spot dell'Amaro Roc e dei suoi video musicali. Degna di nota la sua reinterpretazione rock and roll di Romagna mia. Lorenz è deceduto il 7 gennaio 2003 a causa di un incidente stradale[3].
- Michele Giordano, direttore dell'emittente TeleCiociaria, conduceva il programma di opinione Lettere al Direttore, in cui si scagliava in maniera del tutto sconclusionata contro vari personaggi pubblici (Pippo Baudo, Gerry Scotti, Marisa Laurito, Heather Parisi, Milly Carlucci, Giancarlo Magalli, Raffaella Carrà, Sergio Japino e Nicola Berti tra i tanti) che considerava poco professionali o poco seri apostrofandoli con l'appellativo di fetentone[4]. Particolarità delle frequenti apparizioni di Giordano erano il suo marcato accento cassinese (pur essendo in realtà siciliano, di Caltanissetta per l'esattezza), il suo continuo farfugliare o storpiare le parole, specie quelle in inglese (in un'occasione giustificò le sue sgrammaticature attribuendole alle lettere inviategli dagli spettatori) e la sigla di coda, in cui il conduttore appariva allo stadio in mezzo ai tifosi del Cassino, che intonavano un coro a lui dedicato. Infastidito dall'ironia della Gialappa's (da lui storpiata involontariamente in Galassas), ha rivolto anche ai tre il suo celebre appellativo. Il vulcanico direttore è scomparso il 6 ottobre 2008 all'età di 87 anni[5].
- Sergio Emmanuele Anastasio era il conduttore de Il Tuttologo sulla rete locale anconetana Galassia TV. Oggetto della trasmissione era il monologo del conduttore che affrontava l'argomento della giornata. Al di là dell'insindacabilità delle opinioni, erano piuttosto il modo e l'atteggiamento con cui queste venivano esposte ad essere bersaglio dei commenti caustici della Gialappa's. Come il mago Gabriel e Michele Giordano, anche lui dedicò una puntata della sua trasmissione ad una replica ai tre conduttori. Sergio Emmanuele Anastasio è morto nel febbraio 2016 all'età di 85 anni[6].
- Don Giancarlo Fiorito, prete emiliano in onda sull'emittente Tele Padania International, conduceva la trasmissione Il catechismo per tutti, nel quale invitava spesso i giovani a riflettere sull'opportunità di prendere i voti come prospettiva lavorativa. Sfegatato ferrarista, erano degne di nota sulla sua scrivania appunto un'automobilina da Formula 1 e una foto di Lenin, motivo per cui la Gialappa's lo soprannominò prete operaio. Don Fiorito è morto il 18 dicembre 2012, all'età di 84 anni[7], in seguito a gravi fratture riportate nella caduta accidentale da una finestra[8].
- Giuseppe Giralico, di Veroli (FR), detto «il predicatore», presentava la trasmissione La fonte della vita sull'emittente Spazio TV, vera e propria predica religiosa in diretta sullo stile di Jimmy Swaggart e Jim Bakker. Punti salienti delle sue comparse erano il pesante accento (a tratti poco comprensibile), le evidenti difficoltà di composizione della frase e il ricorso a litanie in pseudo-aramaico per sottolineare i punti salienti.
- Pierino Brunelli, dalla sua emittente TV Imperiale Universale, esponeva il progetto politico di creazione del suo impero, programma che tra le altre cose comprendeva la fondazione della Magna Romagna, la ridefinizione del lunario e della valuta, e la fondazione di un'Università Imperiale con rettore honoris causa Michail Gorbačëv. Non era chiaro quanto, nelle intenzioni del sedicente Imperatore Brunelli, tale progetto fosse serio, utopico, metaforico o farsesco; certo è che offrì più di uno spunto all'ironia sagace dei commentatori. Il suo improbabile progetto, comunque, non è mai tramontato tanto che dal 2004 ha aperto il sito ufficiale Mondo Federale Economico Spirituale, successivamente cambiato in magnaromagna.it[9].
- Jessy Malò, vero nome Gregorio Alia, era il funambolico - al limite del tarantolato - ballerino di Sicilia 5 e di Tele D che, senza dire una sola parola, si esibiva in frenetiche performance a metà tra il rock acrobatico ed i moonwalker di Michael Jackson in uno psichedelico quanto angusto stanzino. L'inquadratura (a palco vuoto) del programma che ospitava Jessy Malò venne poi riutilizzata dai Gialappa's come sfondo per il personaggio di Frengo, interpretato da Antonio Albanese in Mai Dire Gol. Qualche anno più tardi Gregorio Alia tentò la carriera politica, candidandosi prima in una lista civica catanese e poi, nel 2018, alle elezioni comunali con Fratelli d'Italia.
- Dolores, spogliarellista obesa presente nella piemontese Rete 7. Data la sua stazza fisica e la poca agilità, le sue «performance» erotiche l'hanno portata all'indiretto successo, tanto da portarla a un'esibizione hot in una versione live di Fiky Fiky al fianco di Gianni Drudi. In seguito passò dalle lezioni di seduzione a quelle di ginnastica, causando il sarcasmo della Gialappa's, che sottolineavano la dubbia utilità di affidare una trasmissione di fitness ad una come lei, peraltro in orario tardo-serale, non certo consono all'attività fisica.
- Mamma Franca, titolare di una celebre pellicceria di Livorno ed altro personaggio cult delle televisioni locali toscane. Appariva in TV truccatissima e con un enorme toupet in stile settecentesco, tanto che la Gialappa's la ribattezzò Luigi XV. Era sempre accompagnata prima dalla figlia Roberta, ribattezzata dalla Gialappa's Tina Turner per via della pettinatura e della perenne abbronzatura, e poi dal figlio Roberto, con i quali dava vita a involontari e divertentissimi sketch in dialetto livornese, dove i tre si interrompevano in continuazione a vicenda nel discorrere, strillavano e non mancava mai l'invito della madre ai telespettatori a venì a Livorno a mangià ir cacciucchino. Mamma Franca è morta il 1º febbraio 2017 all'età di 85 anni[10].
- Agostina Olmo: personaggio introdotto nella seconda stagione di Mai dire TV, era la conduttrice del programma Per voi donne, una rubrica per casalinghe in onda sull'emittente genovese "Lanterna TV"; la sua particolarità, oltre ad avere una voce molto fioca e di parlare quasi sottovoce nonché di essere sempre con lo stesso vestito, era quella di proporre rimedi alquanto strampalati a varie problematiche quotidiane (dalla pelle arrossata all'alito cattivo): un suo must erano le patate, utili a dir suo a limitare la sudorazione, a eliminare le occhiaie e rendere antiscivolose le suole delle scarpe. Altra peculiarità della Olmo era quella di rivolgersi a delle ipotetiche spettatrici della trasmissione (tra le quali spiccava una fantomatica Signora Maria) facendo domande - e rispondendosi da sola - su ciò che avessero fatto durante la mattinata (i Gialappa's dicevano che la donna soffriva di una personalità multipla, il cui numero aumentava di puntata in puntata).
- Angelo Cavallaro Cantante neo-melodico catanese che si esibiva sulla gelese Antenna Sud e preso di mira dalla Gialappa's sia per la sua mimica facciale, sia per i testi delle sue canzoni. Le più famose furono: Per sempre amici, Pugni in faccia e A' panarara.
- Massimo Del Giudice, cantante partenopeo noto per i suoi testi struggenti ma soprattutto per le sue gambe incredibilmente corte e tozze che gli valsero il soprannome, da parte dei tre conduttori, di Cavallo basso.
- Rosario Albano, anch'egli un cantante neo-melodico napoletano, noto per la collaborazione artistica con Madonna (in realtà, l'ha solo accompagnata con il taxi ad un suo concerto); il suo cavallo di battaglia era Bella ruffiana.
- Salvo Nicolosi, cantante siciliano, oggetto di scherno della Gialappa's Band per aver spudoratamente plagiato la sigla del programma televisivo Piacere Raiuno in una sua canzone (Evviva l'amore).
- Antonio Primo, detto il mago del cuore, conduceva su Quarta Rete di Barletta una trasmissione di cartomanzia in cui dava perlopiù consigli amorosi che finivano a volte in vere e proprie prese in giro verso i suoi clienti. Era particolarmente noto per il parlato dialettale e in falsetto e per la sigla d'apertura della sua trasmissione, nella quale il sedicente mago interpreta, ovviamente a modo suo, una nota canzone di Luigi Tenco. Suscitava inoltre curiosità, se non ilarità, una scritta che compariva in sovrimpressione: Prof. Antonio Primo.
- Gino, un obeso ragazzino cantante, soprannominato il nuovo Jovanotti (la Gialappa's sosteneva che ne valeva per 3, soprattutto come peso), che comparve brevemente nella seconda stagione, nel programma Tiramisù in onda su Tele1. Fra i suoi successi: Ehi Gino e la cover di Fiky-Fiky. Gino è stato inoltre avvistato nel corso della storica trasmissione Karaoke, condotta da un giovane Fiorello, mentre stazionava sul palco accanto al famoso showman dopo essersi esibito.
- Dante, noto nella città di residenza San Severo come Tonin u poèt (Antonio il poeta, pseudonimo di Antonio Di Carlo), apparso su Tele Foggia, era la sottomarca mal riuscita e dislessica di Dante Alighieri, oggetto di scherno le sue acrobazie lessicali come: il monto o il burrono.
- Alfredo Castro, singolare personaggio apparso su Antenna Sicilia. La sua prima apparizione fu come inventore con un maldestro tentativo di aggiustare un abat-jour, i cui risultati furono prendere la scossa e fare scoppiare a ridere la presentatrice, Marina Cosentino, che dovette interrompere il programma per qualche minuto. Successivamente lo si è visto cantare successi dei Beatles e di Elvis Presley in un inglese decisamente maccheronico.
- Richard Benson, il celebre conduttore e chitarrista metal-rock venne bersagliato dall'ironia della Gialappa's che in una puntata, commentando il suo show Ottava nota sull'emittente laziale TVA 40, notarono una sua somiglianza con Claudio Baglioni, arrivando a definire Benson come, appunto, il Baglioni con la parrucca. L'anticonformista rocker è deceduto all'età di 67 anni il 10 maggio 2022.
- Pino Giuseppe Neeskens, apparso nella seconda annata di Mai dire TV, era un cantante che ha saputo conquistare il pubblico, mandandolo letteralmente in delirio, attraverso la canzone C'è qualche cosa di profondo. Presentato come una persona incredibile, la Gialappa's che lo considerava l'erede del calciatore olandese suo omonimo, ne rimase delusa.
- Sanzio Pasini, imitatore di Cesena che veniva presentato dalla trasmissione Il trampolino dell'emittente romagnola TM. Pessime le sue interpretazioni (anche canore) di Adriano Celentano, Toto Cutugno, Marcella Bella e Carlo Verdone.
- Ghibli, l'esperto di seduzione di Televiola, auto-presentatosi come Campione del mondo di strip maschile, si propose per l'appunto in uno spogliarello alquanto ridicolo, che i Gialappa's demolirono soprattutto per via delle sue mutande.

### Altri programmi "bersaglio" diMai dire TV
- Sogni d'amore, telenovela trasmessa su Rete 3 Manila, raccontava le peripezie sentimentali di una giovane coppia di fidanzati piemontesi. L'idea di un intreccio complesso e ricco di colpi di scena venne presto abbandonata a favore di un frequente ricorso a tematiche erotiche ed a battute dal tono surreale. Caratterizzata da una recitazione a dir poco approssimativa ed al limite del ridicolo, col proseguire delle puntate, la telenovela piemontese (così venne soprannominata dalla Gialappa's, che non ne citò mai il vero titolo eccetto che alla prima apparizione) parve abbandonare qualsiasi pretesa di serietà fino ad avere come guest star il Mago Gabriel in un palese tentativo di sfruttare l'effetto-lancio di Mai dire TV. La serie ha la particolarità di avere due "prime" puntate; la seconda di queste ebbe una protagonista femminile diversa, mentre il copione (pur con diverse differenze) era quello della puntata precedente. Anni dopo la messa in onda, la Gialappa's ha rivelato d'aver richiesto e prodotto il materiale audiovideo della telenovela che, di fatto, esisteva solamente all'interno del programma del trio e non è mai stata trasmessa da altre reti televisive.[11]
- Le lezioni di regia di Vito Colomba, dove quest'ultimo, autore e regista dell'amatoriale spaghetti-western Quattro carogne a Malopasso, presentava una serie di lezioni di regia di utilità piuttosto dubbia, accompagnate da scene della sua opera. In alcune di queste lezioni compare anche Tony Sperandeo.
- Mini Playback Show, programma trasmesso dall'emittente nazionale tedesca RTL Television dal 1990 al 1998 e definito dai Gialappa's come la versione tedesca di Piccoli fans. Al di là delle facili ironie sulle performance dei piccoli protagonisti, che si esibivano imitando famosi cantanti, il commento della Gialappa's non risparmiava stoccate agli occasionali gesti e comportamenti «sensuali», tacciando lo show di essere «una trasmissione per pedofili».
- Turbamenti, telenovela mantovana artigianale che tuttavia appariva di un livello leggermente superiore rispetto a Sogni d'amore. In Turbamenti la fanno da padrone le avventure del signor Ferzetti, un illustre uomo d'affari, che, rimasto vedovo, si lascia andare ad avventure erotiche e ad intrighi amorosi, tra cui spicca l'ossessione per la giovane neo segretaria, identica alla moglie defunta. Attori e situazioni talmente squallide da suscitare intensa ilarità: pane per i denti della Gialappa's. Angelo Rizzieri, autore e interprete della telenovela, è morto l'8 marzo 2009.
- Le televendite della Concetta Mobili con protagonista Concetta Di Palma, proprietaria di un mobilificio discount in provincia di Caserta (situato a destra del vigile luminoso scritto anche nella sovrimpressione), che proponeva i suoi articoli. A rendere famosa Concetta furono il modo di esprimersi con storpiature varie (madrepelli; arabbola; abbinamente, il letto suo); i suoi saluti (anche agli ospiti delle Case Circondariali) e soprattutto il rivolgersi ai clienti con un tono eccessivamente confidenziale e familiare nonché di accennare anche a problemi inerenti alla propria vita privata. Vale la pena citare anche il fatto che la Di Palma si ostinasse a chiamare l'azienda Mercato dei mobili Concetti (vecchio nome del mobilificio) invece di Concetta Mobili, salvo accorgersi dello svarione solo in seguito, ma riproporlo immancabilmente alla televendita successiva. A volte nelle televendite comparivano anche dei cantanti neo-melodici napoletani. Concetta Di Palma è morta nel 2005[12].
- Le lezioni di educazione sessuale della TV coreana, in cui si vedevano performance sessuali di coppie orientali in vari luoghi, dal lettino del medico alla vasca da bagno. Rappresentava spesso l'ultima parte della puntata: in realtà si trattava di filmati ambientati nelle soapland giapponesi: la comunità coreana in Italia se ne risentì, tanto che in una puntata andò in onda un messaggio di chiarimento in sovrimpressione con gli opportuni distinguo.
- TeleTurchino, emittente locale ligure, i cui studi si trovavano presso i locali di un ex ristorante, poco fuori Masone (GE), all'inizio della strada che porta al Passo del Turchino andando in direzione di Voltri, che fu protagonista per gran parte della seconda stagione del programma; ad essere prese di mira furono soprattutto le esibizioni di dilettanti in una trasmissione dell'emittente sulla stessa falsariga de La Corrida di Corrado. Queste ultime, al di là del talento approssimativo dei concorrenti, erano spesso minate da numerosi imprevisti tecnici (come nel caso di un cantante che dovette interpretare un pezzo di Umberto Tozzi con una distorsione al volume della sua chitarra che produsse un esilarante effetto hard-rock). Emerse inoltre un improbabile conduttore, segnalato da uno spettatore come tale Pippo Regionale, così chiamato in quanto avente un look simile a quello di Pippo Baudo.

## «Disturbatori» al videocitofono
Durante la conduzione del programma la Gialappa's veniva interrotta da dei «disturbatori» che suonavano al videocitofono, spesso per futili motivi. Di seguito, l'elenco degli "intrusi" puntata per puntata, con il motivo per cui avevano citofonato:
- 1x01= Osvaldo, che aveva dimencato un pacchetto di sigarette;
- 1x02= Osvaldo, che aveva la macchina in seconda fila; Maurizio Mosca, che si lamentava con la Gialappa's per una recente disposizione che vietava l'inserimento di microfoni e telecamere sulle panchine dei campi di calcio;
- 1x03= Peo Pericoli, che voleva andare a mangiare una pizza con la Gialappa's;
- 1x04= Peo Pericoli, che voleva invitare il trio prima in pizzeria e poi a casa di Giovanni Trapattoni;
- 1x05= Gianni Drudi, che si esibiva nel suo tormentone Fiky Fiky;
- 1x06= Don Giancarlo Fiorito, che criticava Mai dire Tv per la sua oscenità e chiedeva di non essere più inserito nella trasmissione; Cesare Cadeo, che al contrario ringraziava la Gialappa's per averlo preso in giro;
- 1x07= Helenio Herrera, che cercava Maurizio Mosca; Dolores, che si esibisce in un suo tipico spogliarello;
- 1x08= Kappa, che aveva bisogno di un divano; ragazzi di un "Lorenz Fan Club"
- 1x09= Giucas Casella, che voleva distruggere il "rivale" mago Gabriel;
- 1x10= Tony Lorenz, che si esibisce in una delle sue caratteristiche performance;
- 1x11= Gigi Marzullo, che chiede alla Gialappa's «Che cos'è per voi la notte?» e «La vita è un sogno o i sogni aiutano a vivere meglio?»;
- 1x12= Tony Lorenz, che fa gli auguri di buon Natale alla Gialappa's cantando una canzone a tema;
- 1x15= Gene Gnocchi, che cercava la signora Gilappa, famosa pedicure e "massaggiatrice orientale";
- 1x16= Francesco Baccini, che vuole convincere la Gialappa's ad andare al Festival di Sanremo con lui per cantare il brano Margherita Baldacci;
- 1x17= Davide, un amico del signor Carlo, a cui si era fermata la macchina e chiedeva aiuto al trio;
- 1x18= Elio, che canta una struggente canzone d'amore;
- 1x19= Elio, che chiede di salire perché soffre di Papillosi, una malattia che gli impedisce di parlare bene.
- 1x20= Ambrogio Fogar, che viene definito "fesso" e inizia ad attaccare i tre conduttori, pur dichiarando che gli vuole bene;
- 1x21= Carlo Pistarino, che cerca un medico per una ricetta;
- 1x22= Signorina Coriandoli e sua figlia (Gianni Fantoni), che portano la mortadella alla Gialappa's e vogliono fare la "ginnastica coreana" con loro;
- 1x23= Sergio Vastano, che chiede di salire e - di fronte al rifiuto della Gialappa's - inizia a inveire contro il trio;
- 1x24= La Contessa Pinina Garavaglia, noto personaggio della nightlife italiana, che offre ai tre della Gialappa's di accompagnarla al Disco Village di Ancona;
- 1x25= Sergio Vastano, che finge di essere il Garante per la protezione dei dati personali Giuseppe Santaniello e, dopo esser stato scoperto, insulta la Gialappa's e sputa sul citofono; gli Aeroplanitaliani, che cercavano il Premio della Critica del Festival di Sanremo e, non avendolo trovato, rimangono zitti davanti al videocitofono, riecheggiando la loro recente perfomance sull'Ariston;
- 1x26= Alessandro Bergonzoni, che vuole salire perché ha scordato gli «occhiali da svista»;
- 1x27= Sonia Grey, che chiede invano di diventare la quarta Gialappa's; Rocky Roberts, che cerca Lola Falana;
- 1x28= Marco Columbro, che prima finge di essere Luisa - la fidanzata di Carlo messa incinta da quest'ultimo - e poi chiede alla Gialappa's di rapire Lorella Cuccarini;
- 1x29= Padre Buozzi e Marcolino, che chiedono insistentemente di salire;
- 1x30= Enzo Iacchetti, che legge battute tratte del suo libro, le quali però non riscuotono il favore della Gialappa's;
- 1x31= Maurizia Paradiso, che chiede di entrare e, di fronte al diniego dei conduttori, inscena uno striptease di protesta;
- 1x32= Davide Mengacci, che si presenta ma viene bruscamente congedato;
- 1x33= Fiorello, che canta Fiky Fiky;
- 1x34= Nino Frassica, che inizialmente si propone come conduttore di Fantastico al posto di Johnny Dorelli e poi propina alla Gialappa's alcune idee "originali" per dei programmi televisivi;
- 1x35= Maria Amelia Monti, che chiede di fare la ceretta;
- 1x36= Paolo Bonolis, che ha involontariamente fracassato il naso a un nano con la portiera della macchina;
- 1x37= Padre Buozzi e Marcolino, che chiedono di salire perché il prelato vuole far diventare il ragazzo un uomo di spettacolo;
- 1x38= Due giovani ragazzi, definiti «i fratellini di Drudi», che cantano Fiky Fiky;
- 1x39= Padre Buozzi e Marcolino, che invitano la Gialappa's alla gita parrocchiale; Michele Giordano, che cerca Silvio Berlusconi e insulta omofobicamente il trio; il Mago Gabriel, che è offeso con la Gialappa's per i continui sfottò ai suoi danni e prepara dei sortilegi.